# Quanca
Quanca o Bordes de Quanca és un poblat de bordes del terme municipal de Lladorre, a la comarca del Pallars Sobirà.
Està situat a la dreta del Riu de Tavascan, al nord-est de l'Estació d'esquí Tavascan, al nord del Pantà de Graus. Queda al nord del poblet de bordes de Graus i a ponent del de Noarre. Es troba just al nord dels Prats de Quanca i del lloc on el Torrent de Mascaró s'aboca en el Riu de Tavascan.
Tot i que es tractava d'un grup de bordes, amb aparença de poble, no arribava a ser-ho, ja que, d'una banda, no tenia població permanent, sinó tan sols en les èpoques que els treballs en els prats i la muntanya feien que s'hi visqués, i de l'altra, no tenia cap dels serveis propis d'un poble (església, cementiri, botiga, etc.).
Una mica separada del nucli de bordes principal hi ha la Borda de Portells.